# 泉 (ライトノベル作家)
泉（いずみ、11月15日 - ）は日本のライトノベル作家である。

## 概要
Twitterのプロフィール欄によれば、宮城県出身の会社員兼業作家である。
2015年に第3回なろうコン（現: ネット小説大賞）で『俺の死亡フラグが留まるところを知らない』がグランプリを受賞し、同年8月より書籍化された。後にこの作品は乙須ミツヤによって漫画化されたものがマンガボックスなどで連載されてから、2021年よりこのマンガがすごい!comics（宝島社）より単行本化された。
小説家になろうのマイページでは、コメディー系とハッピーエンド系の作品が好きだと語っており、なろうコンの受賞者に対するインタビューでは、自身の好きなゲームシリーズとして『テイルズ オブ』シリーズ、『絶体絶命都市』『実況パワフルプロ野球』などを挙げている。

## 書籍化作品
- 『俺の死亡フラグが留まるところを知らない』シリーズ（イラスト: Aちき、宝島社）[4]